# Émilienne Raoul
Émilienne Geneviève Raoul (de soltera Matingou, Brazzaville, 7 de enero de 1945) es una política y geógrafa congoleña, que se desempeñó como Ministra de Asuntos Sociales, entre 2002 y 2016, y Ministra de Salud, entre 2007 y 2009, de la República del Congo.

## Biografía

### Primeros años y familia
Nació en Brazzaville, hija del empresario maderero nacido en Madzia (anteriormente conocida como Hamon) Pierre Matingou, quien fue muy próspero en la década de 1960 y miembro de la etnia Konda Mambou, y de madre de origen cabindeño, quien trabajó en el Ferrocarril Congo-Océano. Raoul es la hermana menor del fallecido coronel Godefroy Matingou (1943 - 2014), formado en la Escuela Militar Especial de Saint-Cyr en Coëtquidan.
Obtuvo un diploma de trabajadora social en 1966. Después de trabajar en esta profesión durante diez años, obtuvo un doctorado de posgrado en la Universidad de Ciencia y Tecnología de Lille, actualmente Universidad de Lille I, en geografía, sobre el tema Actividades de las mujeres en áreas urbanas: el caso de Brazzaville, en 1982.
Comenzó trabajando en el sector educativo como profesora en la Universidad Marien Ngouabi, en Brazzaville.
Estaba casada con Alfred Raoul, quien se desempeñó como Primer Ministro durante la década de 1960, antes de la muerte de este último en 1999.

### Carrera política
De 1998 a 2002, fue miembro del Consejo Nacional de Transición (CNT), el parlamento interino que existió durante el período de transición que siguió a la guerra civil de 1997. Sus escritos incluyen Estrategias alternativas para luchar contra la pobreza en el Congo (Strategies alternatives de lutte contre la pauvrete au Congo), publicado en 2000.
En las elecciones parlamentarias de mayo - junio de 2002, que tuvo lugar al final del período transitorio, fue elegida como miembro de la Asamblea Nacional como una candidata independiente, en representación de la primera circunscripción de Brazzaville del Séptimo Distrito (Mfilou); ganó el escaño en la segunda ronda de votaciones. Tras las elecciones, fue nombrada para el gobierno como Ministra de Asuntos Sociales, Solidaridad, Acción Humanitaria, Víctimas de la Guerra y Familia el 18 de agosto de 2002.
El 3 de marzo de 2007, se modificó su cartera ministerial y fue nombrada Ministra de Salud, Asuntos Sociales y Familia. En consecuencia, sucedió a Alphonse Gando en el Ministerio de Salud el 10 de marzo. Además de su puesto en el gobierno, fue presidenta del Centro para el Adelanto de la Mujer en la Política desde 2007.
Su cartera se redujo el 15 de septiembre de 2009, cuando fue nombrada Ministra de Asuntos Sociales, Acción Humanitaria y Solidaridad. Georges Moyen sucedió en el Ministerio de Salud el 24 de septiembre.
Tras la victoria del presidente Denis Sassou-Nguesso en las elecciones presidenciales de marzo de 2016, fue destituida del gobierno el 30 de abril de 2016; Antoinette Dinga Dzondo fue nombrada para reemplazarla como Ministra de Asuntos Sociales, sucediéndola oficialmente en el ministerio el 7 de mayo.